# Богдановски, Никола
Никола Богдановски (макед. Никола Богдановски; род. 25 января 1999, Панчево, Воеводина) — северомакедонский футболист, полузащитник.

## Карьера
Футбольную карьеру начинал в составе клуба «Бежания». 12 августа 2018 года в матче против клуба «Траял» Крушевац дебютировал в Первой лиге Сербии.
25 июля 2019 года стал игроком сербского клуба «Радник» Сурдулица. 1 августа 2020 года в матче против клуба «Вождовац» дебютировал в сербской Суперлиге.
9 августа 2022 года перешёл в сербский клуб «Нови-Пазар».
28 марта 2024 года подписал контракт с казахстанским клубом «Кызыл-Жар».

## Клубная статистика
| Игровая карьера | Игровая карьера    | Игровая карьера | Лига | Лига | Кубок | Кубок | Межд. | Межд. | Др. | Др. |
| --------------- | ------------------ | --------------- | ---- | ---- | ----- | ----- | ----- | ----- | --- | --- |
| 2020/21         | Радник (Сурдулица) | А               | 36   | 2    | 4     | 0     | —     | —     | —   | —   |
| 2021/22         | Радник (Сурдулица) | А               | 27   | 0    | 1     | 0     | —     | —     | —   | —   |
| 2022/23         | Радник (Сурдулица) | А               | 4    | 0    | —     | —     | —     | —     | —   | —   |
| 2022/23         | Нови-Пазар         | А               | 28   | 2    | 3     | 0     | —     | —     | —   | —   |
| 2023/24         | Нови-Пазар         | А               | 12   | 0    | 2     | 1     | —     | —     | —   | —   |
| 2024            | Кызыл-Жар          | А               | 2    | 0    | —     | —     | —     | —     | —   | —   |